# ヒラリー・クリントン
ヒラリー・ダイアン・ロダム・クリントン（英語: Hillary Diane Rodham Clinton、旧姓：ロダム（Rodham）、1947年10月26日 - ）は、アメリカ合衆国の元政治家、アーカンソー州弁護士。第42代アメリカ合衆国ファーストレディ、第67代アメリカ合衆国国務長官を歴任。2016年アメリカ合衆国大統領選挙での民主党の大統領候補であった。
1975年10月に結婚した第42代大統領ビル・クリントンの妻であり、1993年1月20日から2001年1月20日までアメリカ合衆国のファーストレディだった。2001年1月3日から2009年1月21日までニューヨーク州選出の民主党の上院議員を務め、2008年11月の大統領選挙で民主党予備選挙に出馬するもバラク・オバマに敗北した。2009年1月21日から2013年2月1日まで国務長官を務めた。2016年11月の大統領選挙では民主党予備選挙に勝利して候補指名を受け、アメリカ史上初めて女性として主要政党の大統領候補となったが、本選挙では共和党候補のドナルド・トランプに得票数で上回るも獲得選挙人数で敗北した。

## 経歴

### 生い立ちと教育

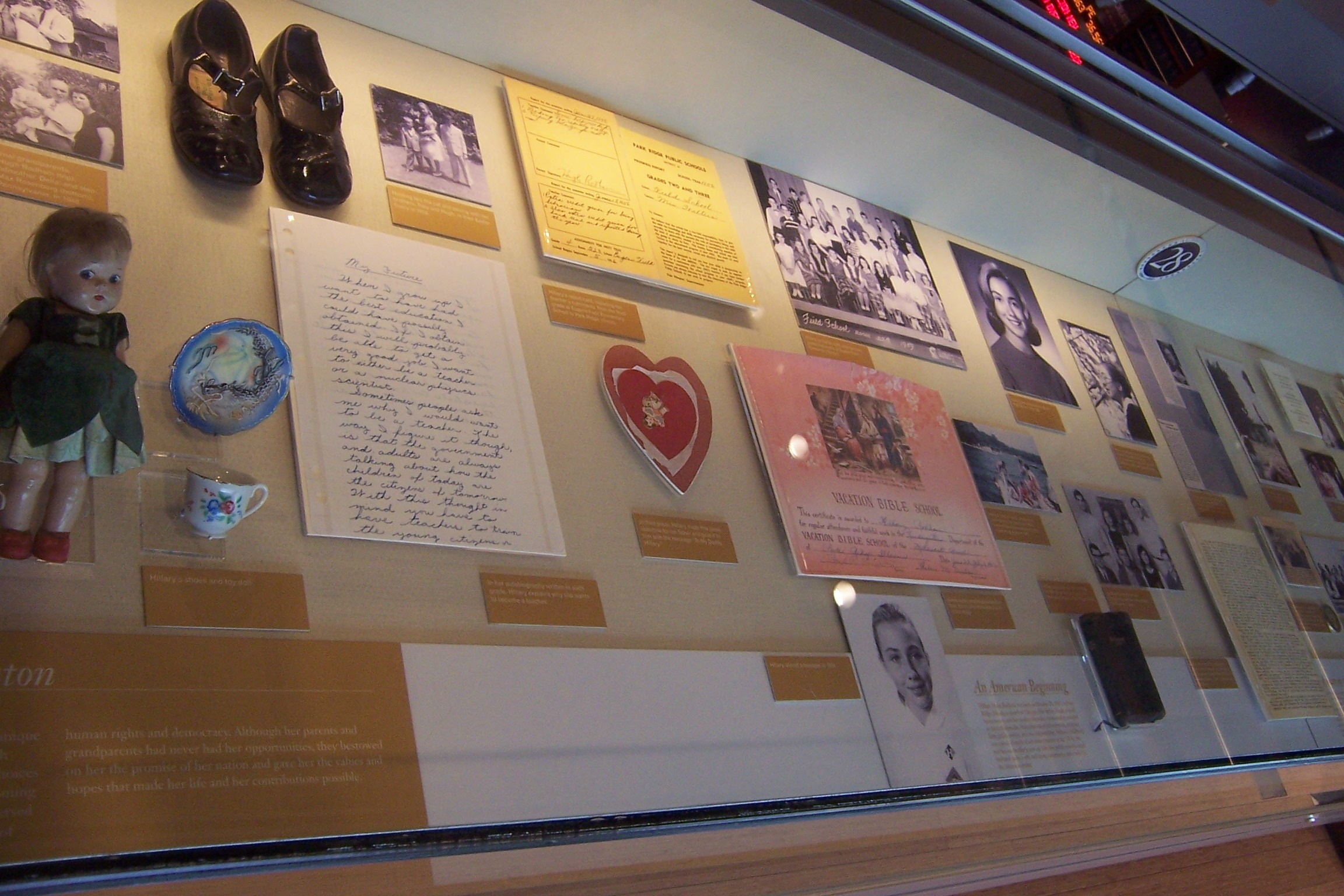
アーカンソー州リトルロックにあるクリントン大統領センターのヒラリーの幼少期・若年期に関する展示物

イリノイ州シカゴで衣料品店を営む両親のもとに誕生した。一家はメソジストの教派である。ヒラリーは白人の中産階級が多く住むイリノイ州パークリッジで成長した。父親のヒュー・ロダムは保守主義者であり（ヒラリーによれば「融通の利かない自助努力タイプの保守的な共和党員」だったといい、自分の「大きく轟くようなバカ笑い」は父親から受け継いだと語っている）、繊維業界の大物であった。母親のドロシーは専業主婦であり、ドロシーの両親はドロシーが幼い頃に離婚し、ドロシーは父方の両親に預けられ寂しい子供時代を過ごした。ヒラリーには2人の弟であるヒューとトニーがいる。
ヒラリーは幼少時からスポーツに興味を持ち、テニスやスケート、バレーボールなどを楽しんだ。また早くから政治に興味を持ち、若き共和党員として活動し、1964年アメリカ合衆国大統領選挙では共和党のバリー・ゴールドウォーター候補を応援するゴールドウォーターガールを務めた。
メイン東高校を卒業後、1965年にマサチューセッツ州の名門女子大であるウェルズリー大学に入学し、1年生の時に学内青年共和党の党首に選ばれるが、ベトナム戦争や公民権に関する共和党の政策に疑問を持ち始め、その後辞任した。1968年アメリカ合衆国大統領予備選挙では、ベトナム戦争介入反対を掲げる民主党のユージーン・マッカーシー候補を支持した。その一方で、同年の夏には首都ワシントンの下院共和党議員総会でインターンを経験し、共和党党大会ではニューヨーク州のネルソン・ロックフェラー州知事のために働いた。その後ウェルズリー校を優秀な成績で卒業し、同大学初の卒業生総代として行ったスピーチが賞賛から非難まで様々な反響を呼び、地元のテレビ局のインタビューに出演し、『ライフ』誌にも取り上げられた。

### 弁護士時代
1969年、ヒラリーはイェール・ロー・スクールに進み、そこでビル・クリントンに出会う。在学中はマリアン・エデルマンが始めた児童擁護のための組織で働き、また法律が子供に与える影響について特に学んだ。1972年11月の大統領選挙ではビル・クリントンが参加していた民主党のジョージ・マクガヴァン大統領候補の選挙運動に加わった。1973年のロースクール卒業後（法務博士の学位を受ける）は、エデルマンが新たに始めた児童防衛基金 (Children's Defense Fund) で働いた後、1974年には下院司法委員会によるニクソン大統領の弾劾調査団に参加している。
調査団解散後はビルのいるアーカンソー州に移り、ビルとともにアーカンソー大学ファイエットビル校ロースクールで教鞭を取った。この年にビルがアーカンソー州で下院議員選に出馬するが落選し、1975年10月にビルと結婚している。1976年にはビルがアーカンソー州の司法長官に選出されて州都リトルロックへ移るのに伴い、アーカンソー大学での職を辞し、ビンス・フォスターがパートナー（共同経営者）を務めるローズ法律事務所に移った。また同じ年の大統領選挙では、ビルとともに民主党候補のジミー・カーターの選挙戦に参加した。1978年ビルが32歳の若さでアーカンソー州知事に当選するとアーカンソー州のファーストレディとなったが、弁護士としての活動も続け、1979年にはローズ法律事務所の女性初のパートナーとなった。その一方で、アーカンソー州における質の高いヘルスケアの普及を目的とした地方健康諮問委員会 (Rural Health Advisory Committee) の議長を務めると共に、児童防衛基金の活動にも参加した。またカーター大統領の指名により、連邦議会が設立した非営利団体の司法事業推進公社（Legal Service Corporation）の理事を務めた。

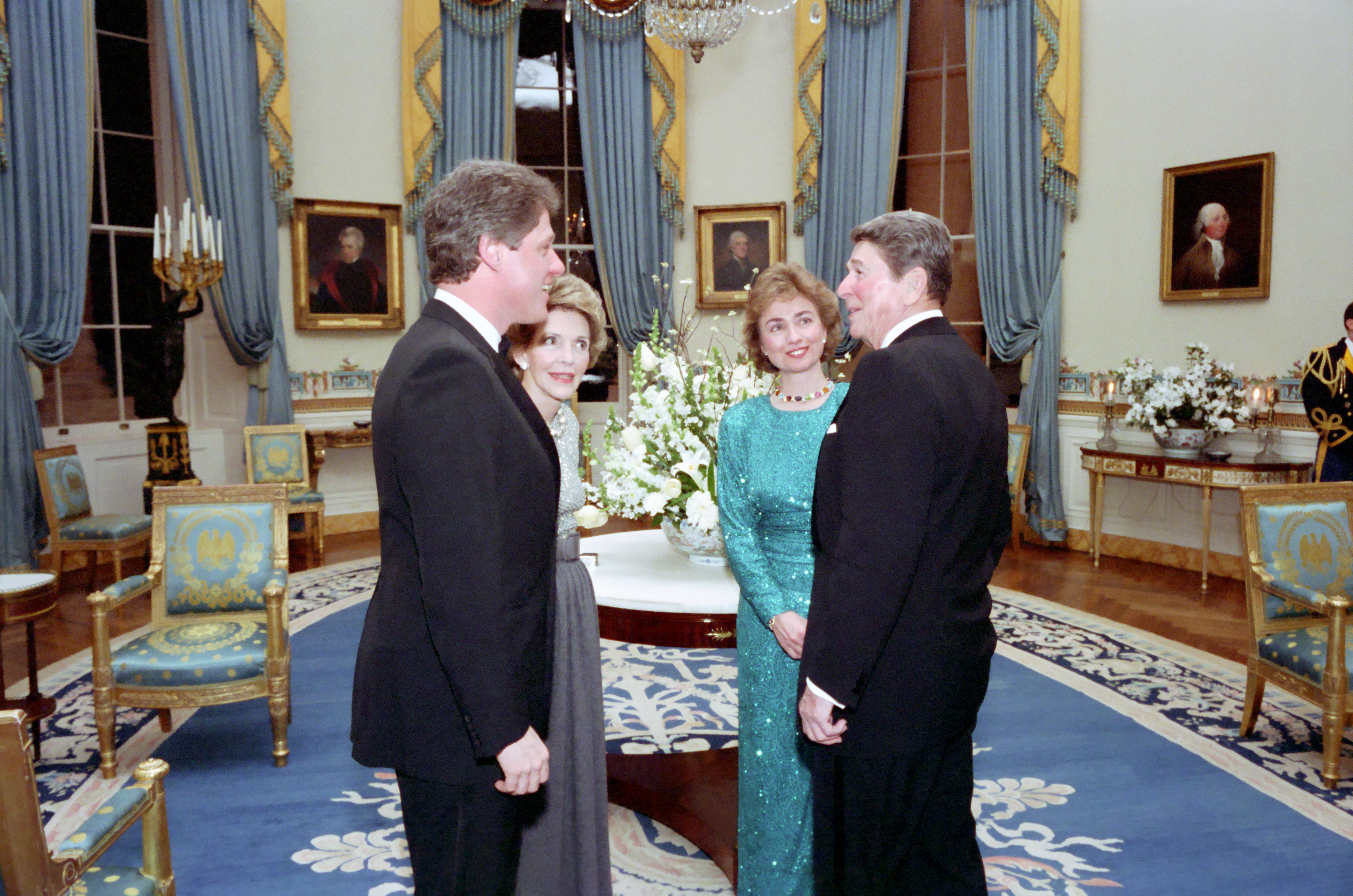
左からビル・クリントン、ナンシー・レーガン、ヒラリー・クリントン、ロナルド・レーガン（1987年2月22日ホワイトハウス・ブルールーム）

1980年2月にヒラリーは娘のチェルシーを出産した。ビルは再選をかけた同年の州知事選挙に敗北するが（当時のアーカンソー州知事の任期は2年）、次の1982年の州知事選挙で当選してカムバックした。この1982年の選挙戦を機に、ヒラリーは結婚後も引き続き使っていた「ヒラリー・ローダム」を「ヒラリー・ローダム・クリントン」に替えている（名前のこだわり」の節を参照）。
この2期目のクリントン州知事のもとで、ヒラリーはアーカンソー州の教育制度改革を目的とした教育水準委員会（Education Standards Committee）の委員長を務めた。

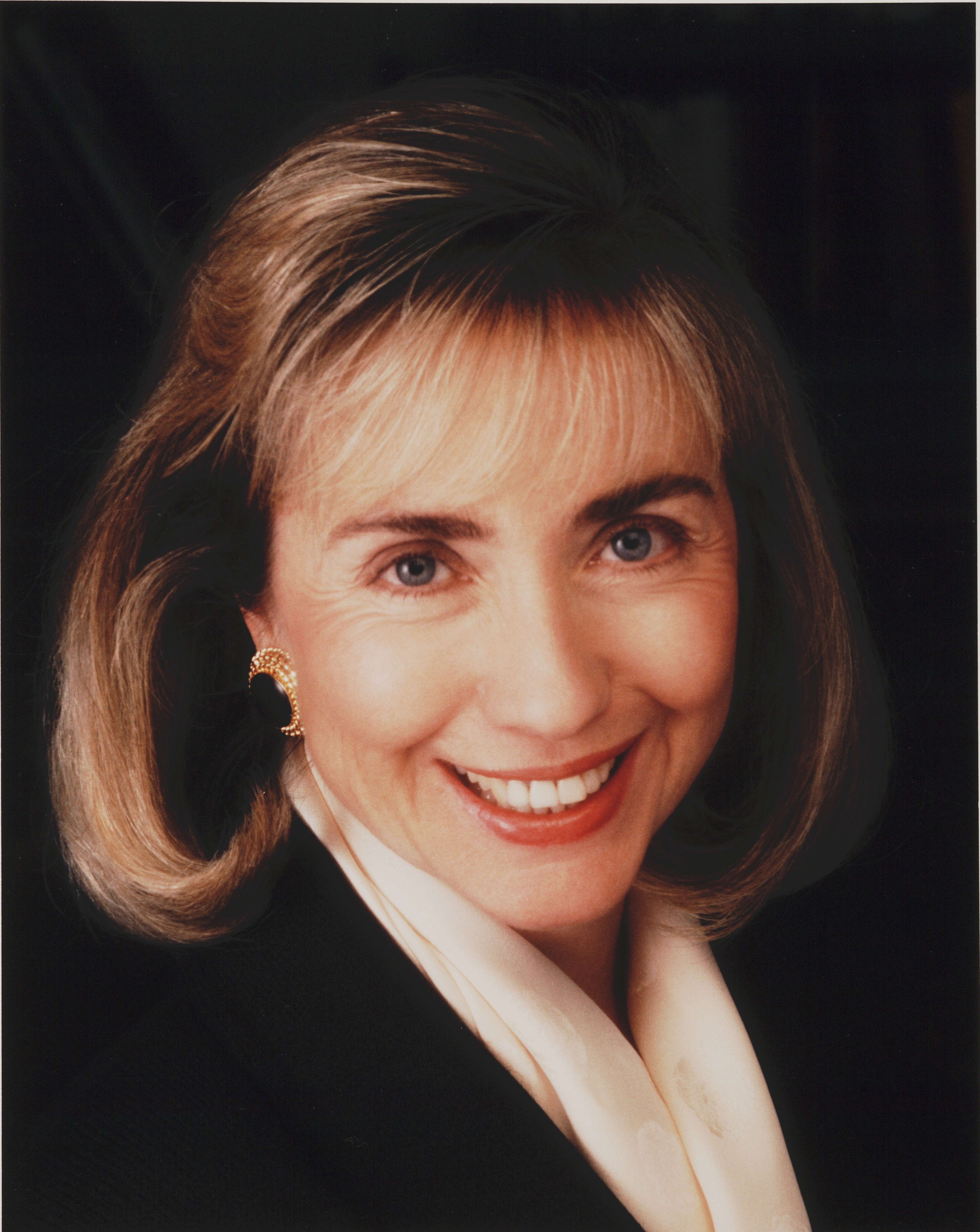
ビルの大統領選挙運動中、新しいイメージで登場したヒラリー。ソフトなボブカットが話題になった。

1991年、ビルは大統領選挙に出馬した。その選挙運動中、ビルは妻ヒラリーのことを「ひとつ分のお値段で、ふたつ分のお買い得（"get two for the price of one"）」と紹介し、この時に多くのアメリカ国民はヒラリーの存在を知った。ヒラリーも自分は「家に残ってクッキーを焼いているような」女性ではないと述べた。しかしこうしたヒラリーのキャリアウーマンアピールについて保守派からは「専業主婦に対して冷淡」「急進的フェミニスト」「伝統的家族観を破壊する」といった批判を浴びることになった。こうした批判は選挙運動中収まることは無く、ヒラリーはその対応に苦慮した。この頃法律事務所・ウォルマート社外取締役・児童防衛基金の会長などの職を次々に辞している。
同年秋、ビルとクラブ歌手ジェニファー・フラワーズの不倫問題が公になり、この両者の間で交わされた電話の会話の一部を録音したテープがマスコミに流出すると、それまで選挙戦を優勢に戦っていたビルの支持率が急落した。これに対してヒラリーは夫と共にテレビ出演し、アメリカのカントリー歌手タミー・ワイネットの曲「スタンド・バイ・ユア・マン」に言及し「私はここにただ座っているだけではない。タミー・ワイネットが歌っているように、１人の女性として、私の彼を支えて立っている」と述べ、夫を愛し尊敬していると述べた。そして「もしそれでも皆さんが十分でないと思うなら、彼に投票しなければいいだけの話だ」と語って夫を擁護した。

### ファーストレディ

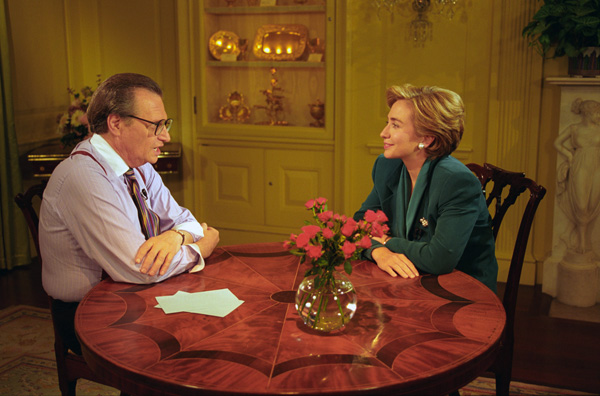
1993年3月4日ラリー・キングの番組に出演するヒラリー

ビルが大統領に当選すると、ヒラリーは1993年1月から2001年1月までアメリカ合衆国のファーストレディとなった。ヒラリーはアメリカでは初の大学院修了者にして弁護士のファーストレディーであり、したがって初のキャリアウーマンのファーストレディーである。そのため当時アメリカではヒラリーのことを、かつて国際連合代表を務めたエレノア・ルーズベルトと並ぶ「最強のファーストレディー」と評していた。

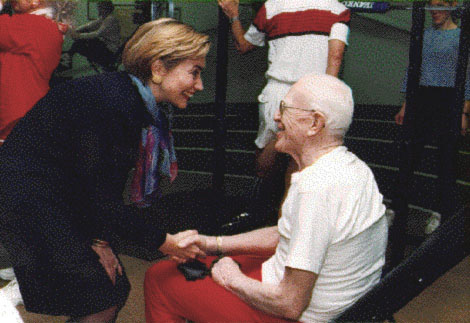
1993年医療制度改革運動の際に高齢者と話すヒラリー

ビルは政権発足直後の1993年1月25日、国民皆保険を目指す目玉のアジェンダだった医療制度改革についてホワイトハウス内に設置したタスク・フォースの座長にヒラリーを指名した。しかしこの人事はビル・クリントンの身内や地元仲間に甘い人事の典型として批判にさらされた。
この改革でヒラリーが取った手法は医療関係の圧力団体（医師会や製薬企業など）の既得権益と一般国民の利益を対置させ、広く庶民に訴えかけて医療特権構造に切り込むという民主的かつ対決的なものだった。まるで選挙運動のようなレベルで全米50州で3000万ドルの規模の広報活動を行い、医療制度改革への支持を訴えた。こういった活動で確かに短期的には成功し、クリントン政権の支持率は10％程度上がった。
しかしこの手法はGDPの7分の1を占める莫大な医療費に巣食う強固な既得権益に切り込むには、あまりにもナイーブだった。共和党保守派や医療業界が反医療制度改革キャンペーンを開始した。特に大きな打撃となったのが、中小保険会社の団体であるアメリカ民間医療保険協会が作ったテレビCM（「ハリーとルイーズ」という架空の中間層夫婦が政府案を批判するという内容）を1年間流し続けたことである。
さらにヒラリーは議会に対して大まかな原則とガイドラインだけを示して議会の立法機能に委ねる方式ではなく、ホワイトハウス主導で細かく法案を作り上げて、これを議会に丸呑みさせようとしたため、いたずらに議会の反発を買った。11月20日に議会に法案として提出されたが、ボブ・ドールら共和党議員の激しい反発を買い、1994年9月に廃案となり失敗に終わった。
これに勢いを得た共和党は、クリントン政権の政策を「急進的なリベラル改革」と位置づけて攻撃、同年の中間選挙では大幅に議席を伸ばして両院で多数となり、行政府と立法府のねじれ現象が生じることになった。後にヒラリーは著書の中で、医療保険改革の失敗は「すべて自分の政治力が未熟であったせい」だと記している。一方当時の政治評論家は一様にこの失敗が「ファーストレディーを国政に参画させるという前代未聞の人事が国民には不適切だと受け止められたということに他ならない」と評した。しかし、1996年の著作『It Takes a Village and Other Lessons Children Teach Us』はベストセラー本となり、ヒラリーの子供を中心とした政策課題は過半数の女性には好感を持って迎えられ、また大多数のアメリカ国民は「国主導型の健康保険制度導入ということ自体がアメリカにとっては時期尚早だった」と見ていたことが世論調査などで明らかになっている。
しかしヒラリーのキャンペーンによって以降医療制度改革は民主党の党派的な争点となっていき、民主党の悲願と化し、やがてオバマ政権時代のオバマケアにつながることになる。
ビルがヒラリーを「最大のアドバイザー」と評して全幅の信頼を置いていたのは事実であり、ヒラリーはその後もクリントン政権を通じて閣議に臨席するという特別な存在であった（これはケネディ大統領が信頼する実弟のロバート・ケネディを司法長官に任命して常に傍らにおいた例を踏襲したものだといわれる）。

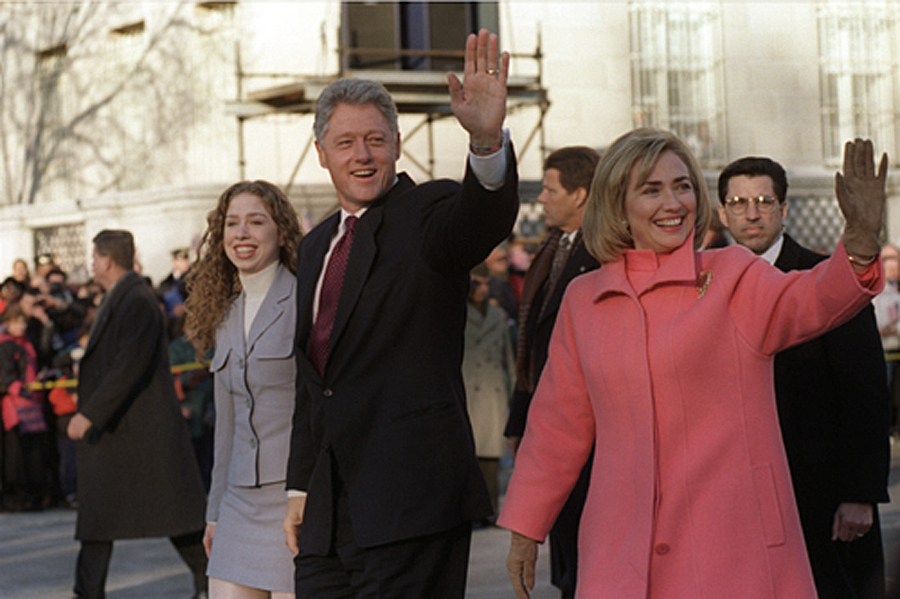
2期目の大統領就任式に出席するため、夫のビル・娘のチェルシーらと共に行進するヒラリー（1997年1月20日）

こうした立場のヒラリーは彼女に批判的な人々から「共同大統領 (co-President)」や「ビラリー (Billary)」と呼ばれた。こうしたあだ名は、彼女のややもすると他者を小ばかにしたかのような話し振りが、鼻持ちならない性格として批判者たちの憎悪を増幅しているためでもある。またヒラリーは、イーストウィングにあるファーストレディーとしてのオフィスとは別に、大統領執務室や閣議室のあるウエストウイングにも異例のオフィスを構えたが、そうした彼女のスタッフたちを、ヒラリー自身も含めて周囲は「ヒラリーランド (Hillaryland)」と呼んだ。
1995年9月、北京で開催された国連世界女性会議にアメリカ代表団の名誉団長として出席し、演説の中で「人間の権利は女性の権利であり、女性の権利は人間の権利である」と訴えた。1996年1月には初の著書となる『村中みんなで (It Takes A Village)』を出版した。
同じ頃から、クリントン大統領夫妻は過去のビジネス上の取引についてホワイトウォーターと呼ばれる不動産開発会社が捜査対象になり、ホワイトウォーター疑惑が発生した。この件は独立検察官による捜査に発展し、後にその捜査はホワイトハウスの研修生モニカ・ルインスキーとビル・クリントンの性的関係にまで及んだ。またアーカンソー時代からのクリントン夫妻の親友でホワイトウォーター疑惑にも登場するビンス・フォスター大統領次席法律顧問が1993年に自殺した件について、2003年の回想録でヒラリーは「陰謀論者と捜査官たちは、ビンスが『ホワイトウォーター疑惑について彼が知っていること』を隠蔽するために殺されたのだと証明しようとしていた」と批判している。2000年に独立検察官の捜査は、クリントン夫妻がホワイトウォーター社に関して何らかの犯罪的行為に関与したことを示す十分な証拠はないと結論づけた。
またこれに先立って、1998年12月にはクリントン大統領がモニカ・ルインスキーの関係を隠蔽するため虚偽の宣誓供述を行い、司法を妨害する「重罪及び不品行」があったとして、共和党優位の連邦議会下院がアメリカ史上2度目となる大統領弾劾訴追を決議した。同じく共和党優位の上院で弾劾裁判が行われたが、1999年2月にクリントン大統領の無罪を決定した。ヒラリーはこの弾劾訴追について「ソ連式の見せしめ裁判」を伴う共和党の権力乱用であり、「議会によるクーデタの企て」と批判した。
他方でヒラリーは、ルインスキー事件について「ビルの首を絞めてやりたいと思った」と述べ、プライベートでは彼を叱責した。しかし結局、カウンセリングを受けた末に彼女は夫婦関係を維持することに決めたという。2003年の著書『リビング・ヒストリー』のなかでは「私が分かっているのは、ビルほど私を理解し、私を笑わせてくれる人はいないということだ」と書いている。

### 上院議員

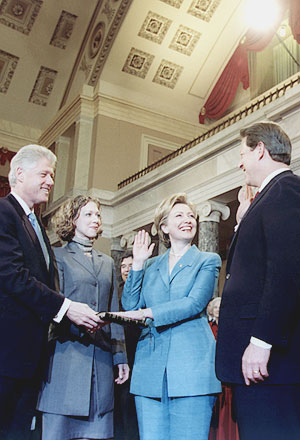
2001年1月4日、上院議員として初登院し宣誓式に臨むヒラリー。左は夫のクリントン大統領と娘のチェルシー、右はアル・ゴア副大統領 (上院議長)。

2000年に長年ニューヨーク州選出上院議員を務めた民主党のダニエル・パトリック・モイニハンが引退を表明すると、ニューヨーク市市長で共和党のルドルフ・ジュリアーニが出馬を表明した。ジュリアーニ市長の高い支持率を危惧した民主党は、冷めることないクリントン人気に期待をかけ、ヒラリーに白羽の矢を立てた。選挙区の住民でもなく、しかもファーストレディーの国政選挙出馬は前代未聞で、現職市長相手の選挙は接戦が予想されたが、ジュリアーニが前立腺癌治療のため出馬を取り止めると、共和党の代替候補ラヅィオ下院議員では勝負にならず、ヒラリーは得票率で55パーセントを得て当選した（なおこの出馬も1964年にマサチューセッツ州出身のロバート・ケネディ司法長官が民主党に乞われて上院選挙にニューヨーク州から出馬し、当選した例を踏襲したものだと言われる）。

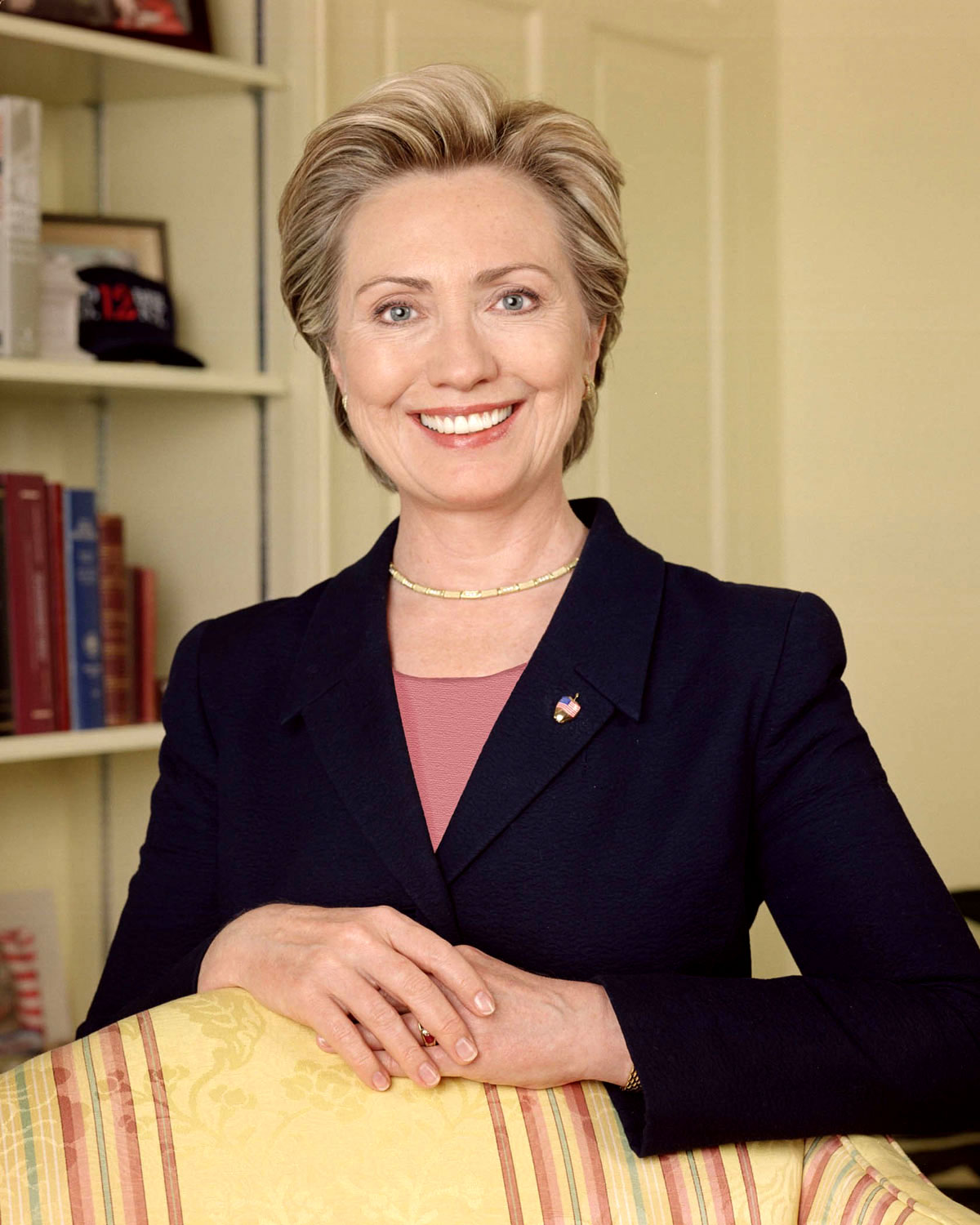
上院議員時代のヒラリー

ファーストレディー時代は左派色が強く、夫のセックススキャンダルについて「右派の陰謀」とまで呼んだこともあるが、上院議員になると世論への迎合姿勢も見せるようになった。
一貫して青少年の保護を主張し、「グランド・セフト・オート」（“Grand Theft Auto”） シリーズなどの暴力的な内容のコンピュータゲームに登場するセックスシーンなどを問題視して、未成年者に対するこれらの販売を禁止する法律の制定に積極的な立場をとっている。
2004年アメリカ合衆国大統領選挙への出馬を期待する有権者の声があったが、2003年に始まったイラク戦争の戦時下、国民は団結してブッシュ大統領（当時）を支えるべきだとの国民的気運が広がる中、現職のブッシュ大統領に挑戦する立場の選挙戦出馬は不利なだけでなく火中の栗を拾うことになるとの読みから出馬を見送り、ジョン・ケリー上院議員の支持に回ったが、ケリーはブッシュに敗れた。
その後、上院議員としての再選をかけた2006年の上院選挙では、共和党候補に得票率で67パーセント対31パーセントという大差をつけて勝利した（このため「ヒラリー当確」は全米一早く出た）。この圧倒的な再選を受け、かねてより噂されていたヒラリーの2008年アメリカ合衆国大統領選挙への出馬は現実の選択肢として取り沙汰されるようになった。また選挙後ビルが複数のインタビューで「ヒラリーが大統領選に出馬するかはわからないが、ヒラリーが大統領になったとしたら素晴らしい大統領になることは間違いない」と彼女の出馬を言外に匂わせたことから、ヒラリー出馬説が一層真実味を帯びるようになった。

### 2008年アメリカ合衆国大統領選挙

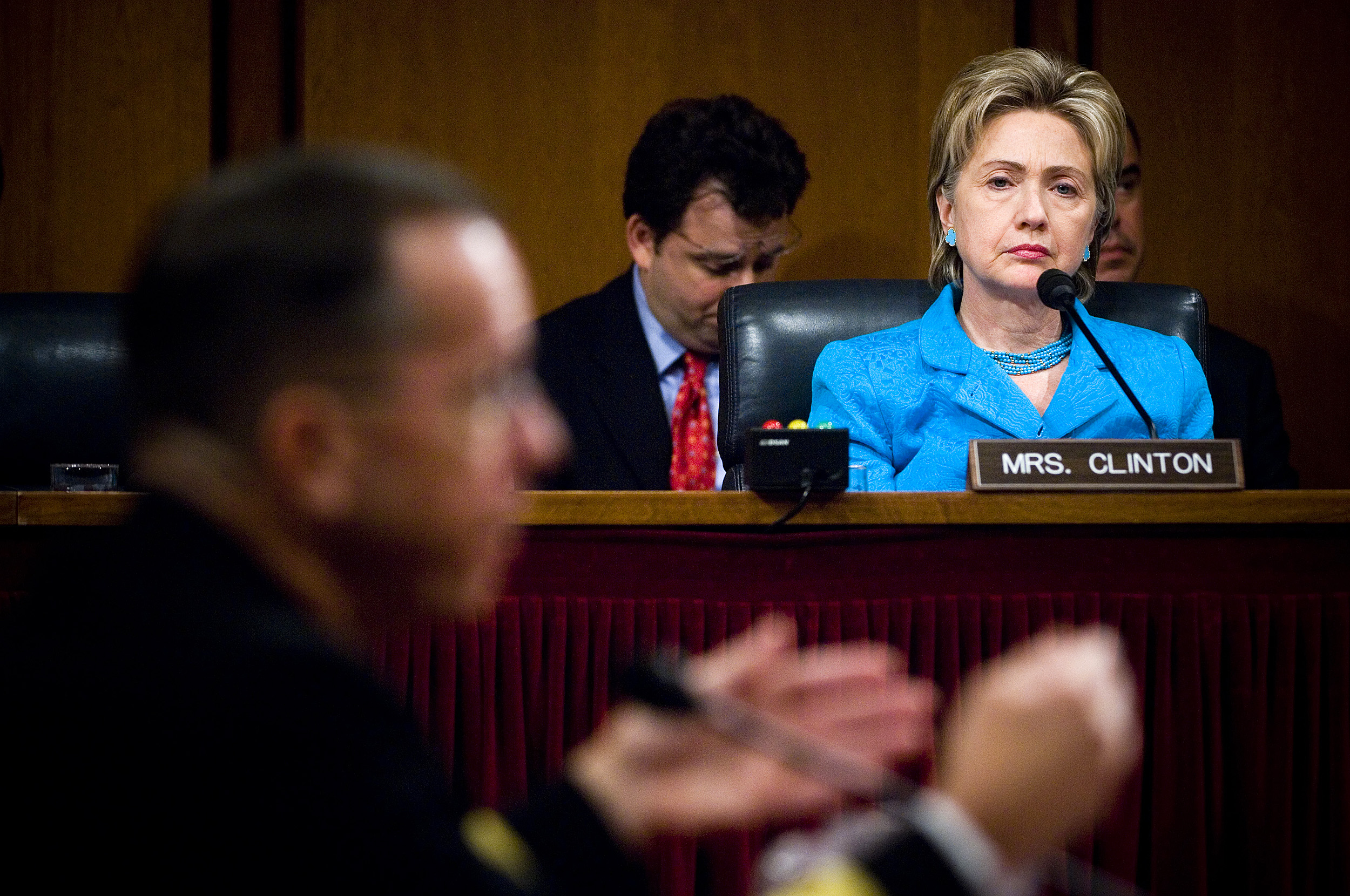
上院軍事委員会で証人の証言を聞くヒラリー（2007年7月31日）

2007年1月20日、2008年アメリカ合衆国大統領選挙への出馬を正式に宣言した。元ファースト・レディーの知名度に加え、人気や集金力でも民主党内では群を抜いており、CNNが行った世論調査では、民主党大統領候補にはヒラリーが相応しいとする声が40パーセントにものぼり、バラク・オバマ上院議員の21パーセント、ジョン・エドワーズ元上院議員 （2004年アメリカ合衆国大統領選挙での民主党の副大統領候補）の11パーセントなど、他候補を大きく引き離し圧倒的な本命であった。
しかし予備選挙開始が近づくにつれ徐々に勢いが衰え、2008年1月3日にアイオワ州で行われた民主党予備選挙の開幕戦では、事前の優勢予測にもかかわらずオバマに敗れた。その後、1月8日にニューハンプシャー州で行われた第2戦ではオバマに僅差ながら勝利して復活の兆しを見せ、スーパー・チューズデーではオバマとほぼ拮抗した。
しかしその後は次第にオバマ陣営の勢いに押されて劣勢となった。特にスーパー・チューズデー後に行われた予備選では、オバマに9連敗を喫し、民主党大統領候補としての選出は厳しい状況となった。3月のミニ・チューズデーでは大票田のオハイオ州とテキサス州で辛勝し、ロードアイランド州も含め3勝1敗と土俵際で踏ん張った。その後もペンシルベニア州といった大規模州では有利に戦いを進めたが、中小州ではオバマ陣営が圧倒的な強さを見せ、テキサス州などの大規模州でもヒラリーに僅差で迫ったオバマが指名獲得を濃厚にした。オバマ支持者からは撤退論も噴出したが、「最後まで諦めない」として撤退を拒否し選挙戦を継続する。4月以降の予備選挙では多少勢いを盛り返し、ウェストバージニア州・ケンタッキー州・プエルトリコなどでは圧勝する。
だが予備選挙終盤には、ロバート・ケネディが6月に暗殺されたエピソードに言及してオバマの暗殺を期待するとも取られかねない致命的な失言までしてしまい、オバマ陣営のみならず共和党からも強い批判を受け、オバマとケネディ家に謝罪した。この失言が響いて最終的に特別代議員でもオバマに逆転を許し、オバマが全代議員の過半数を獲得して指名を確定させた。ヒラリーは8月のアメリカ民主党党大会直前に正式に撤退を表明し、オバマ支持を表明した。その後発足したオバマ政権には国務長官として加わり、2012年アメリカ合衆国大統領選挙ではオバマの再選に尽力する。
なお、ヒラリーはこの指名候補争いで多額の選挙費用を計上し、外部コンサルタントや業者に対し6月の時点で1200万ドル（約10億8000万円）の負債を抱えることになり、大統領選挙直後からその返済に追われることになった。

### 国務長官

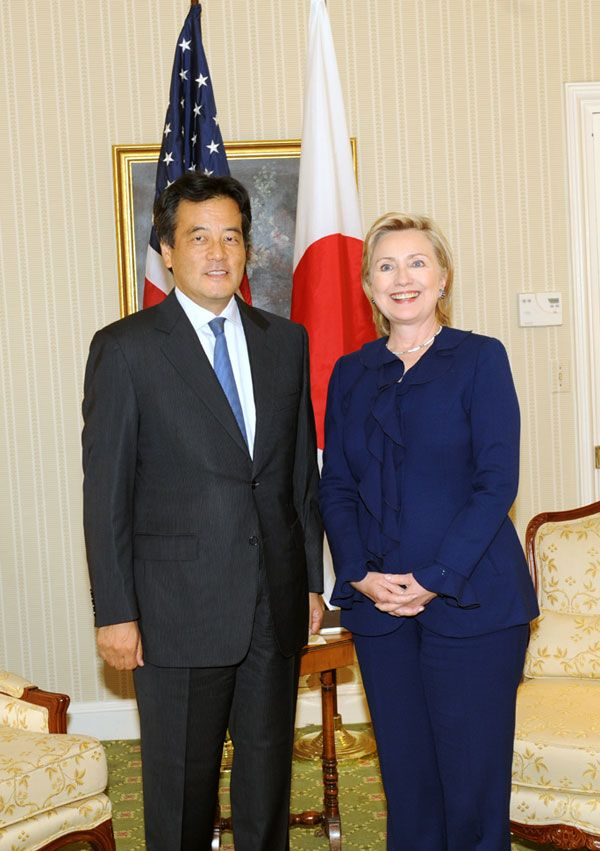
ウォルドルフ＝アストリアにて日本の外務大臣岡田克也（左）と（2009年9月21日）

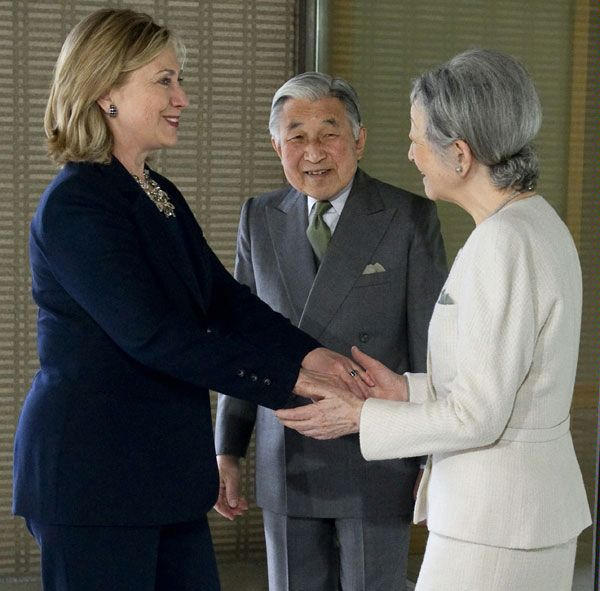
皇居にて明仁天皇（当時・中央）、美智子皇后（当時・右）と（2011年4月17日）

2008年11月の2008年アメリカ合衆国大統領選挙ではバラク・オバマが当選した。民主党の指名争いで劣勢になった頃から、ヒラリーがオバマの副大統領になる可能性が報じられたが実現せず、オバマが次期大統領として新政権の人事に着手した11月ごろからヒラリーは国務長官候補として名前が取り沙汰されていた。それに対して、「上院を離れることに気が進まない。国務長官という新しい地位は“困難にして魅力的な冒険”だ」と発言するなど、当初政権入りには後ろ向きであった。しかし、11月20日に彼女は指名を受諾した。
2008年12月1日、オバマ次期大統領はヒラリーを正式に国務長官に指名したことを発表した。ヒラリーは「合衆国にすべてをささげる」と指名を受け入れた。
ヒラリーは上院議員時代も含め、外交に力を入れてきたとは言い難く外交通では無かったが、大統領選挙ではファーストレディとして世界中で人脈を築き上げたことを強くアピールしてきた。オバマが彼女を国務長官に指名した背景には、圧倒的な知名度など彼女の「即戦力になる経験」を重視し、「実利的」な政権であることを示す一方で、大統領選挙で党内に入った亀裂を修復し、党内融和をアピールしたかったという事情がある。
2009年1月13日、上院外交委員会はヒラリーを召還して国務長官承認のための公聴会を開始し、オバマ大統領就任直後の1月21日に上院の本会議が賛成94対反対2でヒラリーの国務長官就任を承認した。これに伴いヒラリーは上院議員を辞任し、正式に国務長官に就任した。
国務長官としてのヒラリーの最初の外遊先は東アジア諸国であり、日本・インドネシア・韓国・中華人民共和国を順に訪問して無難な外交デビューを飾った。他方で中東和平・対テロなど喫緊の課題を多く抱える中近東・西南アジアで、大統領と直接協議する権限を与えられた特使が実務に当たっており、外交経験の少ないヒラリーは大きな懸案の少ない無難な地域で仕事を始めざるを得なかったという事情があった。
2009年6月、ヒラリーは右肘の骨折のためオバマ大統領のロシア訪問の同行とさらに主要国（G8）外相会議の出席ができなかった。そして8月にアフリカ7カ国を訪問したときには、夫のビル・クリントン元大統領が北朝鮮を電撃訪問。最初の訪問国であるケニアは夫の北朝鮮訪問を質問されることになった。
さらにコンゴのキンシャサでの対話集会の席上「コンゴと中国との金融協定」について「オバマ大統領」はどう考えているのかのと男子学生がフランス語で質問したところ、同時通訳が「クリントン元大統領」と誤訳した。それを聞いたヒラリーは気色ばみ、「私に夫が何を考えているか話させたいの？国務長官は私よ。夫じゃない(My husband is not secretary general, I am!)」といい「私の考えなら話すけど、私は夫とは交信しない」と返答した。あとで誤訳の事実を知らされるとヒラリーは機嫌を取り戻したが、「元大統領が、妻に向けられるべきスポットライトを奪った」（AP通信）と報じられた。
2010年の「最も尊敬に値する」男女に、2010年はバラク・オバマ大統領とヒラリー・クリントン国務長官が選ばれた。尖閣諸島中国漁船衝突事件 に関しては9月23日、日本の前原誠司外務大臣との日米外相会談で「尖閣諸島は日米安保条約第5条の適用対象範囲内である」との認識を示した。同年に一部では2年後の大統領選挙に向けて、副大統領候補としてバイデン副大統領と副大統領職と国務長官職を交代するのではないかという憶測が飛び交ったが、オバマ政権は「全く真実ではない」と否定する声明を出しており、ヒラリー本人もこの時点ではこれを否定していた。2011年3月18日には国務長官を1期限りで引退する旨を明らかにし、同時に次期大統領選挙出馬も否定した。福島原発事故を受けて、東南アジア訪問の途中に日本へ立ち寄ることとなった。日本での滞在予定時間は5時間だったが、ヒラリーは元大統領夫人として天皇への面会を求めた。菅直人内閣はこれを受け入れ、ヒラリーは2011年4月17日に天皇・皇后と面会した。民主党政権下では、鳩山由紀夫内閣の時の中国の習近平政治局常務委員（当時）訪日の際に次いで、皇室への国事行為の依頼は1か月以上前に行うという慣行（1か月ルール）を破る2度目の事案となった。なお、ヒラリーは2009年2月に訪日した際にも、アメリカ合衆国国務長官として皇后と面会している。2012年12月、ウイルス性の胃腸炎に伴う脱水症状で倒れた際に脳振盪を起こし検査で頭部の静脈に血栓が見つかり、30日から入院して治療し、2013年1月2日、ニューヨーク市内の病院を退院した。2013年1月25日、オバマ大統領と初めて2人だけでCBSテレビに出演し、大統領からは「彼女は最高の国務長官の1人として政権を去る。公の場で感謝を伝えたかった」と称賛された。翌日にCBSで放送された単独インタビューでは2016年の大統領選挙について訊かれ、「あす、あるいは来年のことは予測できない」と立候補に含みを持たせたともとれる発言をしている。任期の終わり頃には国民の人気は高くなっており、退任直前の2013年1月にワシントン・ポストとABCが共同で行った世論調査では支持率65パーセントだった。
2月1日、「皆と共にアメリカを安全にし、国益を促進し、我々の価値が敬われるよう努めてきたことを誇りに思う」と挨拶をし、国務省を後にした。直前にトルコの首都であるアンカラのアメリカ大使館で自爆テロが発生したため、最後までその対応に追われての退任だった。
3月18日、ヒラリーは同性婚を支持すると初めて表明した。2016年の次期米大統領選への出馬をにらんでの発言との見方も出ている。クリントンは同性愛者の権利擁護団体「ヒューマン・ライツ・キャンペーン（Human Rights Campaign）」が公表した6分間の動画のなかで、「LGBTの米国人は、私たちの同僚、教師、兵士、友人、そして愛する仲間だ。彼らは結婚も含めて米国市民として同等の権利を全て擁するべきだ」と訴え、自身も個人的な立場から同性婚を支持すると言明した。
ヒラリーは雑誌のインタビューで、2014年に入り過激派組織ISILの勢力が増していることについて、シリアでの穏健な反アサド勢力を支援しなかったことが原因と、オバマ大統領の政策を失敗と批判した。

### 2016年アメリカ合衆国大統領選挙

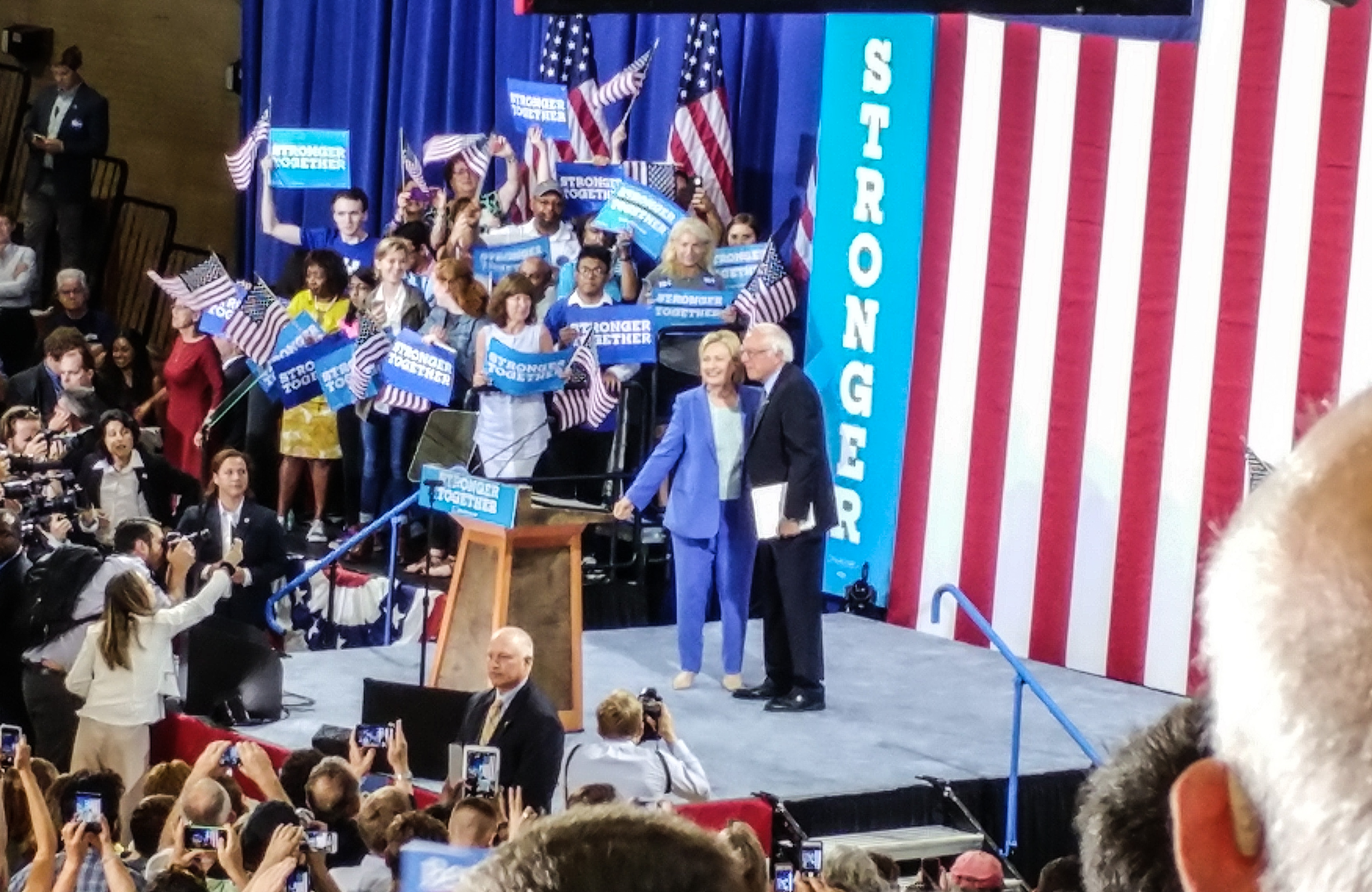
2016年7月12日バーニー・サンダースとヒラリー

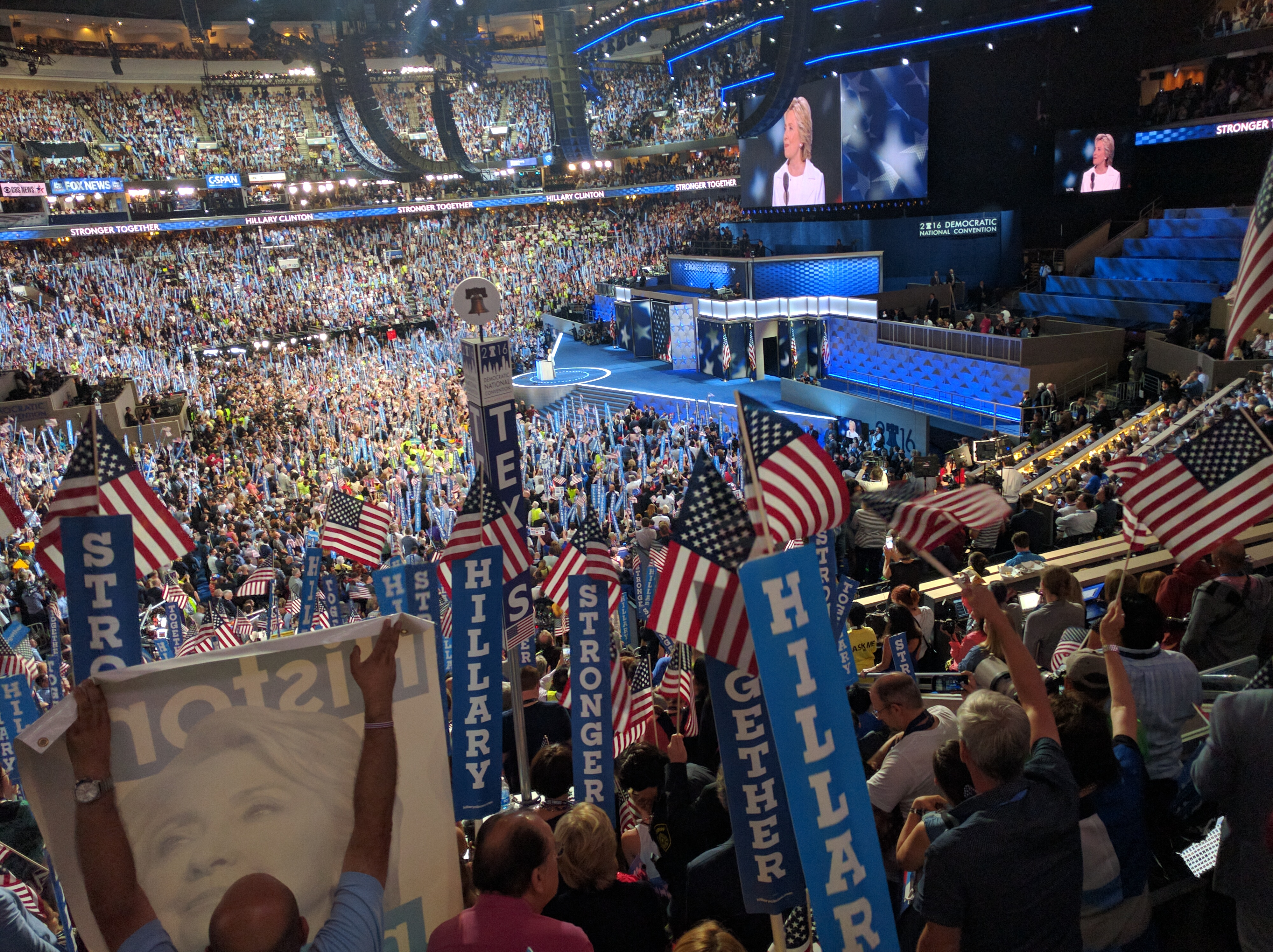
2016年7月28日の民主党全国大会で演説するヒラリー

2015年4月12日、2016年アメリカ合衆国大統領選挙への出馬を正式に表明する。14日、アイオワ州で討論会を開催し、「ヘッジファンドの幹部が低い税率で納税しているのはおかしい」と富裕層優遇政策を批判した。16日には、オバマ政権で商品先物取引委員長を務めたゲーリー・ゲンスラーを選挙戦最高財務責任者に任命することが報道された。2015年5月5日、クリントン財団の金の問題を追及した書籍『Clinton Cash』が発売されたのを受けて反論サイトを立ち上げた。
2015年4月16日付けでローレン・パウエル・ジョブズは、TIME誌にヒラリーを支持する内容の寄稿をし、また最大の献金者となった。選挙期間中には、エレナ・フェッランテの『ナポリの物語』シリーズ第1作を愛読していたという。
2016年3月16日にはウィキリークスが、2010年6月30日から2014年8月12日までにヒラリーの個人サーバーが送受信した3万322通の電子メールおよび添付ファイルを公開した。このうちでヒラリー自身の手による記事は7570件にのぼる。これら電子メールは夫のビルが署名した情報公開法によりPDF 形式で入手できるが、最後にPDF 化されたのは2016年2月29日であり、まだ周知されていない事実を相当含むと目される。
2016年7月26日、党内予備選挙でバーニー・サンダースらを破り大統領候補となった。しかしながら、選挙戦を通じてサンダースから加えられた辛辣な批判は大きなダメージとなった。加えて秋ごろには、HSBCなどと関連するクリントン財団が先の電子メールを手がかりに様々な媒体から叩かれるようになった。
また、2016年夏ごろから演説中に咳が出て止まらず、9月に行われたアメリカ同時多発テロの追悼式典に出席した際に体調不良で途中退席し車に乗り込む時に卒倒してシークレットサービスに抱えられる所が撮影される等、健康不安説がささやかれた。
2016年11月8日に行われた2016年アメリカ合衆国大統領選挙において、民主党候補のヒラリーは総得票数で共和党候補のドナルド・トランプを約286万票上回ったものの、選挙人獲得数ではクリントンの232人に対し、トランプが306人を獲得し、トランプが勝利した。総得票数で勝利した候補が選挙人獲得数で敗北したのは、2000年アメリカ合衆国大統領選挙における民主党候補のアル・ゴア以来16年ぶりであった。

### その後

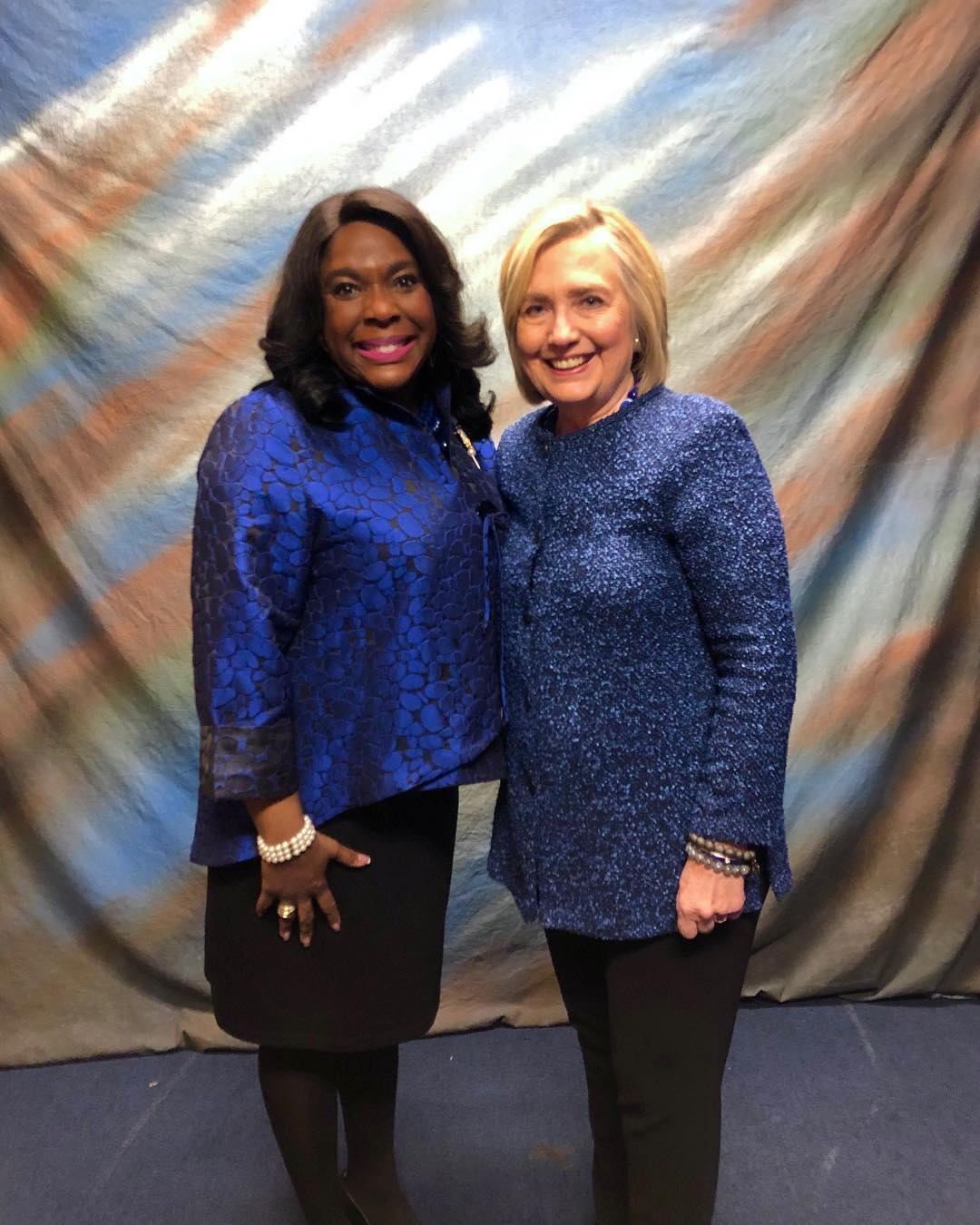
2019年3月3日、民主党下院議員テリー・シーウェルと

2017年9月、敗北した2016年アメリカ合衆国大統領選挙を振り返る回顧録『WHAT HAPPENED 何が起きたのか?』を執筆し出版。本のプロモーションの一環でCBSの番組に出演し、番組の中で大統領選の敗北を「いまだにすごく苦しい。とてもつらい。」と語り、再び大統領選挙に出馬する意思は無いことを表明している。
2018年10月25日、BBCによると、デビー・ワッサーマン・シュルツの名前を騙ったパイプ爆弾の爆発物が、クリントン、バラク・オバマ、CNN、ジョン・オーウェン・ブレナンCIA長官、エリック・ホルダー司法長官、ジョージ・ソロスに送られたが爆発しなかった。10月26日、FBIは指紋からフロリダ州在住の熱烈なトランプ支持者の56歳の男を逮捕した。
2019年3月にはニューヨークの地元テレビのインタビューで2020年大統領選挙に出馬するつもりはないと明言していたが、2019年10月にはPBSの番組に出演して「トランプ氏と再び対決すべきかも。もちろん私が勝ちますが」と述べた。冗談めかした口調ではあったものの、ヒラリーが再度の出馬に前向きであるとの観測が高まった。さらに翌月にはBBCのラジオ番組に出演し、大統領選挙に立候補してトランプと戦うよう求める「大きな圧力を感じている」と述べ、立候補の可能性について「絶対にないとは絶対に言わない」と述べた。また2016年の大統領選でトランプに勝っていたら自分はどんな大統領になっただろうと「いつも」考えていると語った。
しかし結局ヒラリーは出馬せず、ジョー・バイデンが民主党候補に確定した後の2020年4月28日に彼を支持することを表明した。バイデンのオンライン対話集会にゲストとして参加し、バイデンから「いま米国の大統領であるべきだった女性」と紹介された。ヒラリーは「（バイデンは）この時のために人生を通して準備してきた。テレビで大統領のふりをしている誰かでなく、本当の大統領がいたら、と考えてみてほしい」と述べてバイデンへの支持を呼び掛けた。
2020年大統領選挙では夫ビル・クリントンとともに、ニューヨーク州におけるバイデンとカマラ・ハリスへの投票を誓約している民主党選挙人の一人を務めた。自らが選挙人に選ばれたことについて「とてもわくわくしている」と語った。
バイデンとハリスが大統領・副大統領選挙に当選確実になったことが報じられた後の2020年11月8日、ツイッターで「有権者が声を上げ、バイデン氏とハリス氏を次の米大統領・副大統領に選んだ。トランプ氏を拒否した歴史的当選であり、米国にとって新しいページとなる。共に前へ」と述べた。
2022年9月より、高松宮殿下記念世界文化賞（フジサンケイグループ系公益財団法人日本美術協会主催）の国際顧問に就任した。

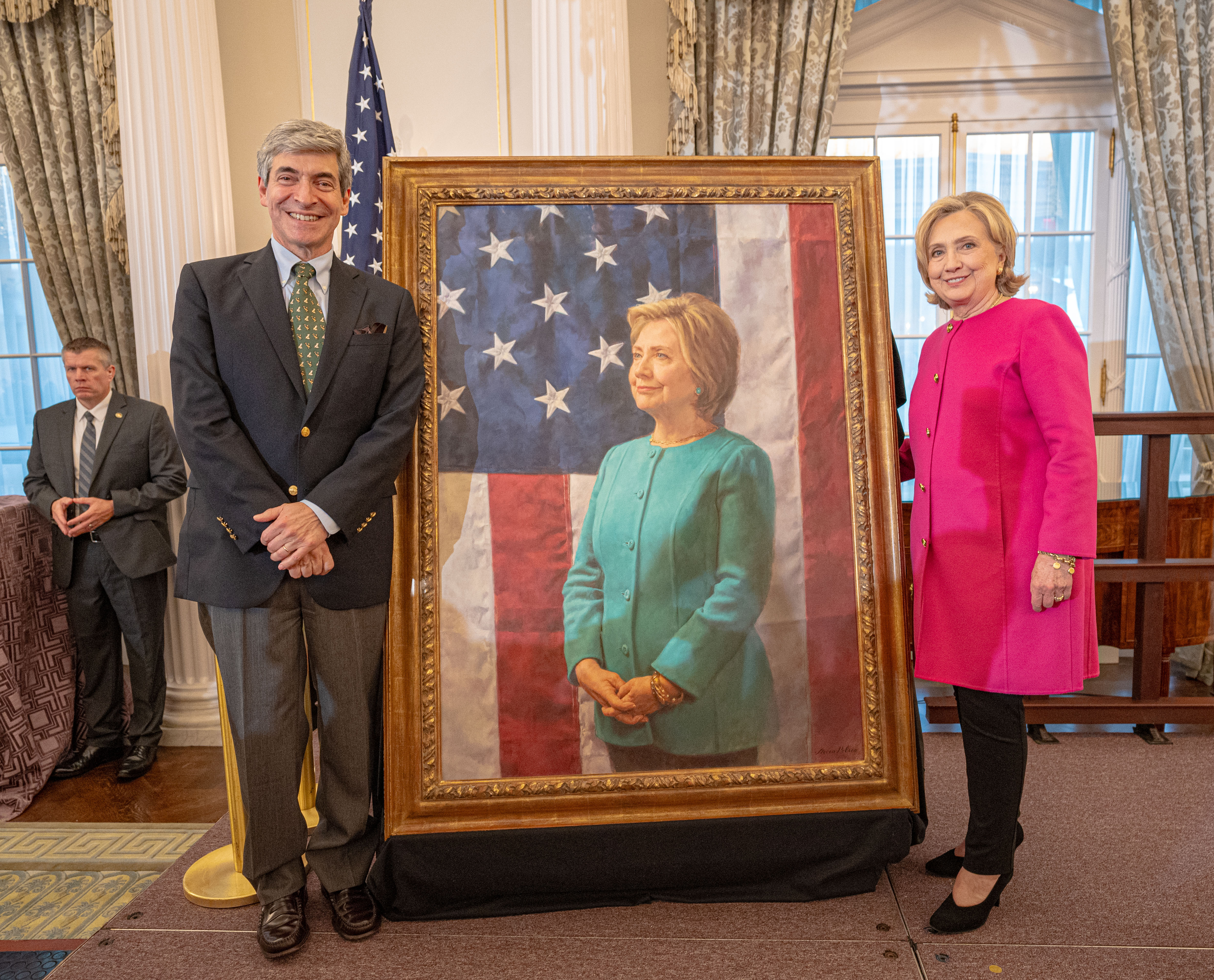
2023年9月26日、国務省で行われた自身の肖像画の除幕式に出席したヒラリー。左は画家のスティーブン・ポルソン。

2023年9月26日、国務省で行われた自身の肖像画の除幕式に出席。その際、ロシアのウクライナ侵攻を契機にNATOが北欧に拡大することについて、「お気の毒さま、ウラジーミル。自業自得だったわね」と語り、プーチン露大統領を皮肉った。

## 政治的立場

### 国内政策

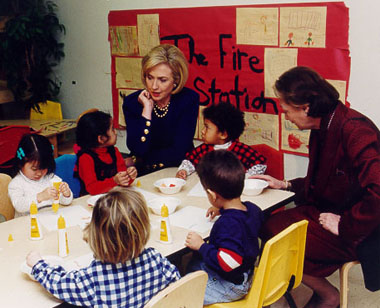
2000年、保育園の子供たちと談笑するヒラリー

ヒラリーの上院議員時代の法案への賛否から彼女の政治的立ち位置を測定しようという調査がいくつか行われている。『ナショナル・ジャーナル』による2004年の点呼投票を対象にした調査では、1をリベラルの最大値、100を保守の最大値とする数値でヒラリーは30となっている。『ナショナル・ジャーナル』の2006年の調査では上院議員100人のうち32番目、2007年には16番目にリベラルな政治家と判定された。2004年にプリンストン大学の政治学者ジョシュア・D・クリントンとスタンフォード大学の政治学者ダグ・リバーズによる分析では彼女は6番目から8番目にリベラルな上院議員である可能性が高いとされている。マイケル・バロンとリチャード・E・コーエンが編集した『アルマナック・オブ・アメリカ・ポリティクス』は、2003年から2006年の4年間のヒラリーの投票の平均値を出して、経済、社会、外交の3つの分野で100を最大値にするリベラル度と保守度を算出する調査を行った。それによれば経済面はリベラル度75、保守度23。社会面はリベラル度83、保守度6。外交面はリベラル度66、保守度30となっている 『ファイブサーティエイト』の政治イデオロギー測定によれば「（ヒラリー）クリントンは上院において最もリベラルな議員の一人だった」という。
さらに2015年に大統領選挙戦に参加した後、最近のヒラリーの政治的立場を出そうとする調査が行われた。1990年代から現在まで彼女が述べた立場に基づいて『オン・ザ・イシューズ』は「経済」と「社会」の2dグリッドグラフを作成し、グラフ上「左派リベラル」の地域に入ると分析した。選挙献金、投票、スピーチのデータ集約を行う『クラウドパック』は、10L（最もリベラル）から10C（最も保守）のグラフで6.5Lに位置付けている。2008年まで彼女は民主的行動のためのアメリカ人協会の「リベラル指数」では生涯平均で90％が付けられていた、アメリカ保守連合からは生涯平均8％の評価を受けている。
しかし直近のヒラリーはバーニー・サンダースやエリザベス・ウォーレンなど民主党内で台頭する左派勢力との対比で中道派に位置付けられるようになった。
ファーストレディー時代から国民皆保険制度を導入するための医療制度改革に熱心で2008年大統領選挙の予備選挙ではバラク・オバマ候補が医療制度改革に具体性と熱意がないという批判を行っていた。
ヒラリーは、中絶病院チェーンでありプロチョイス（人工妊娠中絶権利擁護派）の団体であるプランド・ペアレントフッド（全米家族計画連盟）からの支援を受けており、プランド・ペアレントフッドの会議に出席し、演説している。中絶は憲法で保障された権利であるとしている。2009年には、マーガレット・サンガー賞をプランド・ペアレントフッドから授与されている。
2016年大統領選挙のテレビ討論会では銃規制の強化を訴えた。またこの選挙で人工妊娠中絶を支持するとともに、人工妊娠中絶が「安全で合法でめったに起こらない」ようにする取り組みを提案する考えを示した。
2020年3月8日の国際女性デーに放送されたCNNの番組「ファリード・ザカリアGPS」で日本で起きた#KuTooムーブメントを取り上げて「日本の女性は声をあげています。職場でハイヒールを履くことを強制されたくない、ハイヒールで歩き回ると足腰を痛める、と」と述べたうえで「ジェンダー平等や、平等な機会を信じている人たちは、声をあげ続けなければいけない」と語った。

### 外交政策

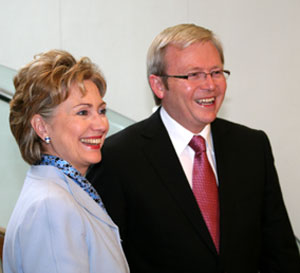
オーストラリアのケビン・ラッド首相とともに（2008年3月）

2002年10月のイラクへの軍事力行使承認決議案に上院議員として賛成票を投じた。この投票について後に後悔を表明している。2012年にシリアの反政府勢力の武装を支持し、シリア大統領バッシャール・アル＝アサドの解任を求めている。1999年のNATOによるユーゴスラビア空爆や、2011年のリビアの元指導者ムアンマル・アル＝カッザーフィーを追放するためのリビアへのNATO主導の軍事介入を支持した。中東でのアメリカの影響力を維持することを支持している。カザーフィーが殺害されたとの報告が届いた際、正式なインタビューの合間に『来た、見た、勝った』をもじった ”来た、見た、死んだ”（”We came, we saw, he died”）と補佐官とジョークを飛ばしていたと報じられている。
2012年、国務長官として側近の政策企画本部長ジェイク・サリバンを秘密裏にオマーンに派遣し、後にイラン核合意として結実するイランとの核交渉を行わせた。
1999年、ニューヨーク州の上院議員選挙に出馬した際、当選した暁には当時のクリントン政権の公式の立場と異なるエルサレムをイスラエルの永遠の首都と認め、アメリカ大使館のテルアビブからエルサレムへの移転運動を支持することを表明した。2006年レバノン戦争や2014年イスラエル・ガザ紛争の際にはイスラエルの自衛権を支持することを表明した。
2014年のロシアによるクリミア併合に際してはロシア大統領プーチンをナチス・ドイツ総統ヒトラーと同じであると批判した。
2014年12月にはオバマ大統領のキューバとの国交正常化交渉の開始の方針を支持した。
2017年4月のシリアへのシャイラト空軍基地攻撃に支持を表明した。

## スキャンダル
クリントン夫妻には、1992年アメリカ合衆国大統領選挙前から多くの疑惑やスキャンダルが存在していた。なおこの多くにヒラリーが関係しており、ヒラリーが後に大統領選挙において落選する原因の一つとなった。
- ホワイトウォーター疑惑（英語版） - アーカンソー州知事時代、知人と不動産開発会社「ホワイトウォーター」を共同経営、不正土地取引や不正融資を行った疑惑。「ウォーターゲート事件以来の大統領不正疑惑」と騒がれ、議会によって調査委員会が設けられ、およそ8年間に渡って徹底的な調査が行われたが、結局確かな証拠は見つからなかった。捜査の過程で最も真相に近い証人と目されていた次席法律顧問のヴィンセント・フォスターが自殺している。ちなみに後述のモニカ事件で有名になったケネス・スター独立検察官は、このホワイトウォーター疑惑の追及の中心人物である。
- トラベルゲート - 知人の旅行業者をホワイトハウスの旅行事務所の責任者にするため、ヒラリーが「不正な経理が行われている」という理由でホワイトハウス旅行事務所の全員を解雇した。このため、解雇された元事務員らから告訴されている。
- ファイルゲート - FBIが持つ共和党の要人の個人情報を不正に入手し、政治的攻撃に利用していた疑い。これもヒラリーが中心人物と見なされている。
- 大統領次席法律顧問の自殺 - 次席法律顧問のヴィンセント・フォスターが、公園で口にくわえたピストルを発射させて自殺した。フォスターはホワイトウォーター疑惑やトラベルゲートについて、最も真相に近い人間とされていた。ちなみにフォスターはかつてヒラリーと同じ法律事務所にいて、彼女の愛人とも言われていた。

## 名前のこだわり

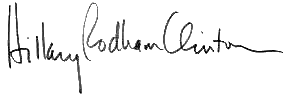
ヒラリーの署名。常に “Rodham” が入る。

アメリカでは、夫婦別姓も可能で、近年では多くの女性が夫婦別姓を実践するようになっており、また、それ以外の場合でも旧姓のあとに夫の姓をつけたものを正式な名前とすることも多く、伝統的な夫の姓を使用する女性は減少しつつある。しかしながら、ヒラリー以前のファーストレディーは伝統的な夫の姓を用いることが多かった。ヒラリーは、アーカンソー時代に「ヒラリー・ローダム・クリントン」を名乗り始めて以来、一貫してこの「旧姓込み」の名前を使用している。ホワイトハウス時代にもファーストレディーとしては異例の「The First Lady Hillary Rodham Clinton」と呼ばれることが多く、ここでもヒラリーは他の保守的なファーストレディーとは一線を画していた。このヒラリーの旧姓へのこだわりは、保守派には「典型的なリベラル」とか「70年代のウーマン・リブを思わせる」などと評判が悪かったが、一般には「いかにも自己を埋没させようとはしないヒラリーらしい」と肯定的に受け止められていた。
2000年の上院選挙に出馬を表明した頃には、これを機会にまた元の「Hillary Rodham」に戻すのではないか、という憶測も流れたが、ヒラリーはためらうことなく「Hillary Rodham Clinton」を維持した。ただし選挙戦では、ポスターからテレビ広告に至るまで、ありとあらゆる媒体に「Hillary」の一語のみを使用した。「Clinton」はビルを連想させて余りある、というイメージ戦略が公の理由だが、これもヒラリーの「自己へのこだわり」なのだと一般には解釈された。
このようにファーストネームで選挙戦を戦うというのは極めて異例である。今日ではマスメディアの多くが彼女のことを一般に「Hillary」と呼ぶようになっている。上院議員としての呼称や敬称をつけた名称こそ「Senator Clinton」だが、彼女が「Hillary Clinton」と呼ばれることが比較的稀であることに変わりはなかった。ところが2007年1月に大統領戦に正式に立候補すると、ヒラリー陣営では今度は意識的に「Rodham」を抜いた「Hillary Clinton」を前面に打ち出すようになった。メディアではこれを一様に「保守層への気兼ね」などと分析しているが、これが「ローダム色」の払拭を狙ったものなのか、あるいは「クリントン色」の上塗りを意図したものなのか、その辺の事情については依然として推測の域を出ていない。

## 受賞・栄典
1997年：第39回グラミー賞最優秀ポエトリー・アルバム (Best Spoken Word Album) 受賞。

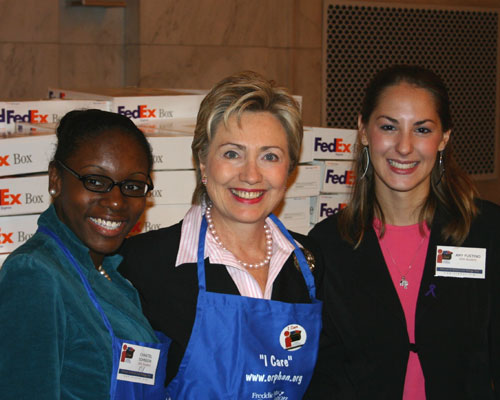
イベントで支援者と（2005年10月19日）

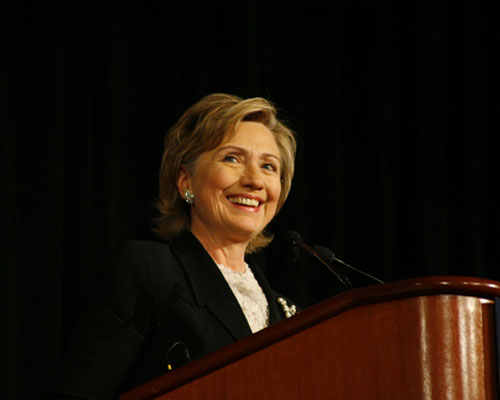
シカゴ経済の展望についてスピーチ（2006年4月11日） [http://clinton.senate.gov/news/statements/details.cfm?id=253790&&

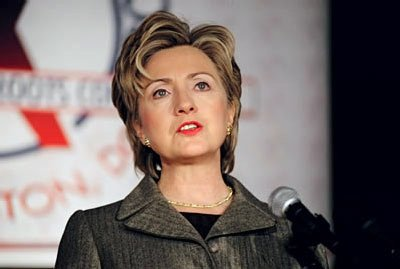
Families USA の集会で演説（2006年）

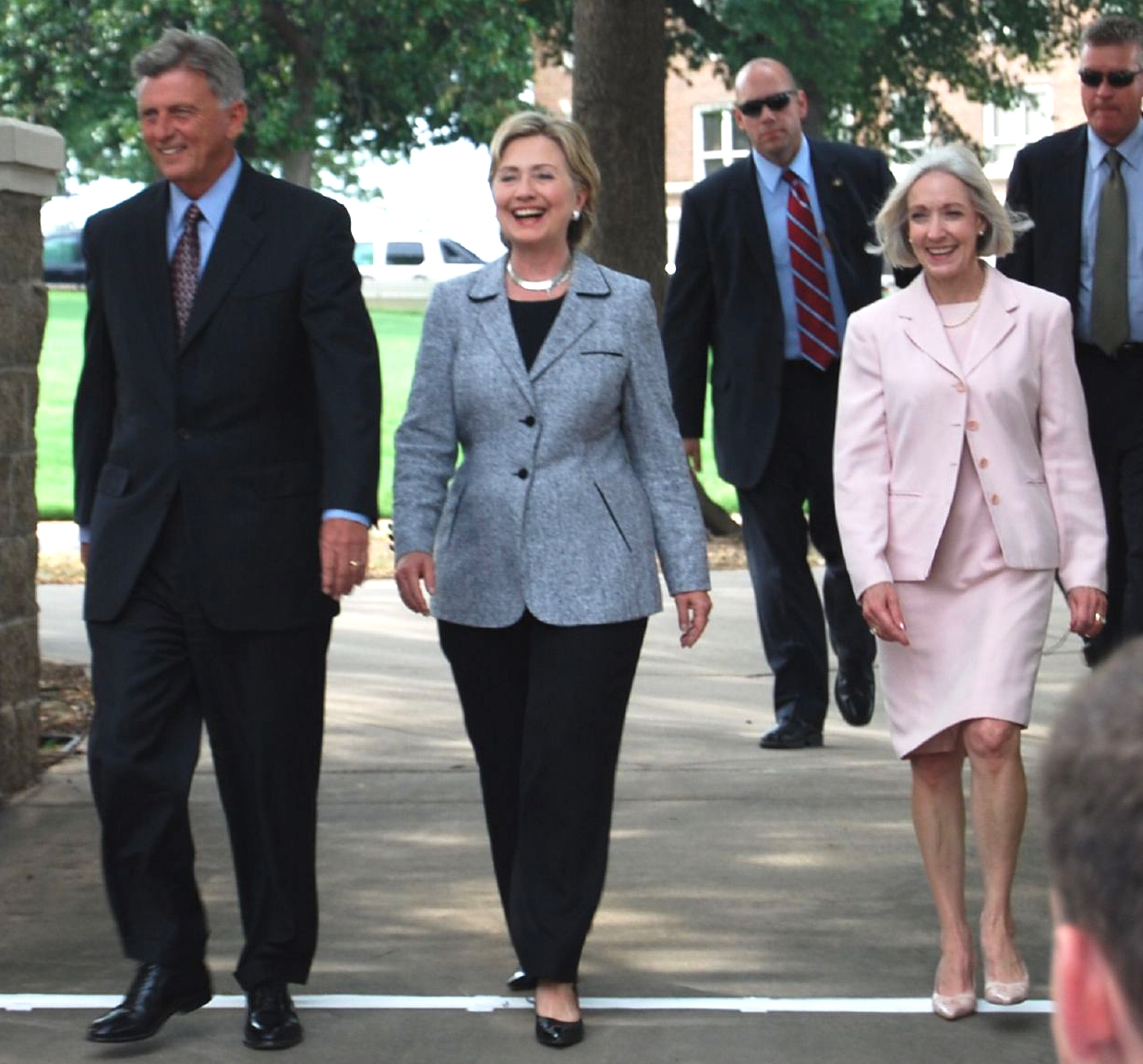
アーカンソー州のマイク・ビーブ州知事夫妻と（2007年8月20日）

2025年：大統領自由勲章- 

## 著書
- 繁多進、向田久美子（訳）『村中みんなで 子どもたちから学ぶ教訓』 あすなろ書房 1996年4月 ISBN 475150181X
  - 原著: Hillary Rodham Clinton, It Takes A Village: And Other Lessons Children Teach Us, Simon & Schuster Published, Jan 1996, ISBN 0684818612, ISBN 0684825457
- 酒井洋子（訳）『リビング・ヒストリー ヒラリー・ロダム・クリントン自伝』 早川書房 2003年12月23日 ISBN 4152085274
  - 原著: Hillary Rodham Clinton, Living History , Simon & Schuster, 2003, ISBN 0743222245; Scribner, 2004, ISBN 0743222253

## 関連文献
- ジュディス・ウォーナー（著）、河合伸（訳）『ヒラリー・クリントン 最強のファーストレディ』 朝日新聞社 1993年7月 ISBN 4022566426
  - 原著: Judith Warner, Hillary Clinton: The Inside Story, Signet, January 1993, ISBN 0451178084, Aug 1999, ISBN 0451198956
- ノーマン・キング（著）、武者圭子（訳）『ヒラリー・R.クリントンの歩み 大統領の最強のパートナー』 小学館 1994年1月 ISBN 4093871078
  - 原著: Norman King, Hillary: her true story, Birch Lane, Jul 1993, ISBN 1559721871
- リチャード・コーザー（著）、鳥居千代香（訳）『ヒラリー・クリントン 素顔のファースト・レディ』 東洋書林 1999年12月 ISBN 488721376X
  - 原著: Richard Kozar, Hillary Rodham Clinton: Women of Achievement, Chelsea House Pub Published, April 1998, ISBN 079104713X, Bt Bound Published, Oct 1999, ISBN 0613116305, Apr 2003, ISBN 0791047121
- ゲイル・シーヒー（著）、櫻井よしこ（訳）『ヒラリーとビルの物語』 飛鳥新社 2000年9月 ISBN 4870314371
  - 原著: Gail Sheehy, Hillary's choice, Random House, Nov 1999, ISBN 0375503447, Aug 2000, ISBN 0345436563
- 角間隆 『ヒラリーが大統領になる日 スキャンダルとアメリカ国民の政治意識』（『小学館文庫』）、小学館 2001年4月 ISBN 4094036954
- クリスチヌ・オックラン（著）、鳥取絹子（訳）『ヒラリーという生き方 女性が夢を実現する方法』 ベストセラーズ 2003年10月 ISBN 4584159718
  - 原著: Christine Ockrent, La double vie de Hillary Clinton, French & European Pubns, 1st Jan 2001, ISBN 2221093380, 17 Jan 2002, ISBN 226611879X
- 岸本裕紀子 『ヒラリーとライス アメリカを動かす女たちの素顔』 PHP新書 2006年11月 ISBN 4569657737
- ディック・モリス+アイリーン・マクガン（著）、大須賀典子（訳）『ヒラリー vs ライス 次期アメリカ合衆国大統領をめぐる闘い』 アスペクト 2007年3月 ISBN 9784757213456